# Snowboardcross

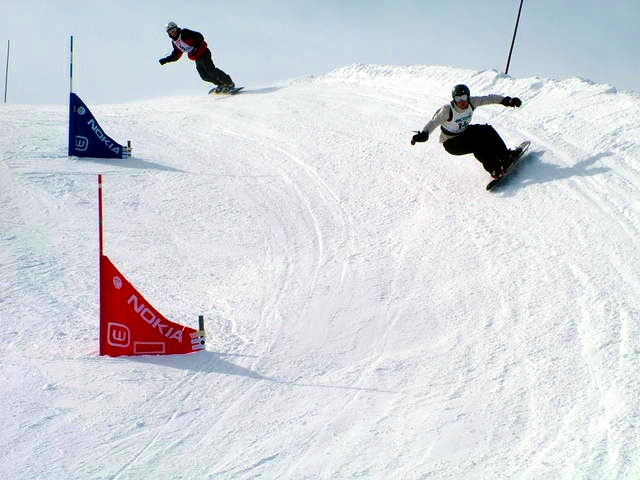
Snowboardcross

Snowboardcross (také Boardercross, Boarder-X nebo BX) je snowboardová disciplína, ve které odstartuje současně skupina nejčastěji čtyř závodníků a ten kdo jako první protne cílovou pásku je vítěz.
Tento mladý sport nebyl známý do té doby, než nad olympijským snowboardcrossem převzala kontrolu Mezinárodní lyžařská federace (FIS), která řídí všechny olympijské lyžařské akce.
Snowboardcross se nejede na rovné upravené závodní trati, protože jeho atraktivnost spočívá právě v její záludnosti. Trať není příliš dlouhá (700-1200 metrů), ale zato je plná zatáček, strmých sjezdů, úzkých průjezdů, různých nerovností, boulí, skoků a přírodních i umělých překážek. Díky tomu je to rychlý kontaktní sport, při kterém často dochází ke kolizím mezi závodníky a k nebezpečným pádům. Závodníci musí mít ostré lokty a tvrdou přilbu, proto tento sport někomu připomíná rychlostní bruslení, cyklokros nebo motokros.

## Způsob závodění
Kvalifikace bývá nejčastěji obyčejná jízda na čas, po níž postupuje nejčastěji (v mužské kategorii) 32, resp. (v ženské kategorii) 16 nejrychlejších jezdců do hlavní velké soutěže. Kvalifikace bývá dvoukolová - z 1. kola postupuje přímo do hlavního závodu prvních 20 mužů, resp. 10 žen dle nejlepších časů. Ostatní jezdci se účastní 2. kola kvalifikace. Pro postup dalších 12 mužů, resp. 6 žen do hlavního závodu je rozhodujícím faktorem k postupu lepší ze dvou časů dosažených v jednotlivých kolech kvalifikace.
Potom už vždy startují po čtyřech a jezdí se vyřazovacím způsobem. Do každého dalšího kola postupují vždy první dva. O nasazení do skupin prvního a dalších kol rozhoduje přehledný postupový klíč předem sestavený tak, aby se nejrychlejší z kvalifikace utkali až ve finále.
Alternativním způsobem kvalifikace (využívaného např. při nepřízni počasí a nutnosti sloučit termín kvalifikace a závodu do jediného dne) je přidání předkola (tzv. pre-heat) s až 64 (resp. u žen 32) účastníky rozdělenými do 16 samostatných jízd o 3 - 4 účastnících.

## Historie
Steven Rechtschaffer je považován za prvního organizátora snowboarcrossového závodu ve Whistler Blackcomb v roce, i když první podobný pokus byl již před pěti lety v Mt. Baker Banked Slalom.

## Hlavní sportovní události
Nejvýznamnější snowboardcrossové události jsou dvě. Snowboardcross se stal oficiální disciplínou X-Games hned od jeho začátku v roce 1997 ale v roce 2017 se už na programu neobjevil a pravděpodobně to tak i zůstane. Nejvýznamnější dlouhodobou soutěží je Světový pohár. Svůj debut v olympijských hrách měl na zimních olympijských hrách v roce 2006 v Turínu. Viz Seznam